# Yanko Rusev
Yanko Rusev (né le 1er décembre 1958 à Choumen) est un haltérophile bulgare.

## Carrière
Yanko Rusev participe aux Jeux olympiques de 1980 à Moscou et remporte la médaille d'or dans la catégorie des poids légers.